# Försökscentralen

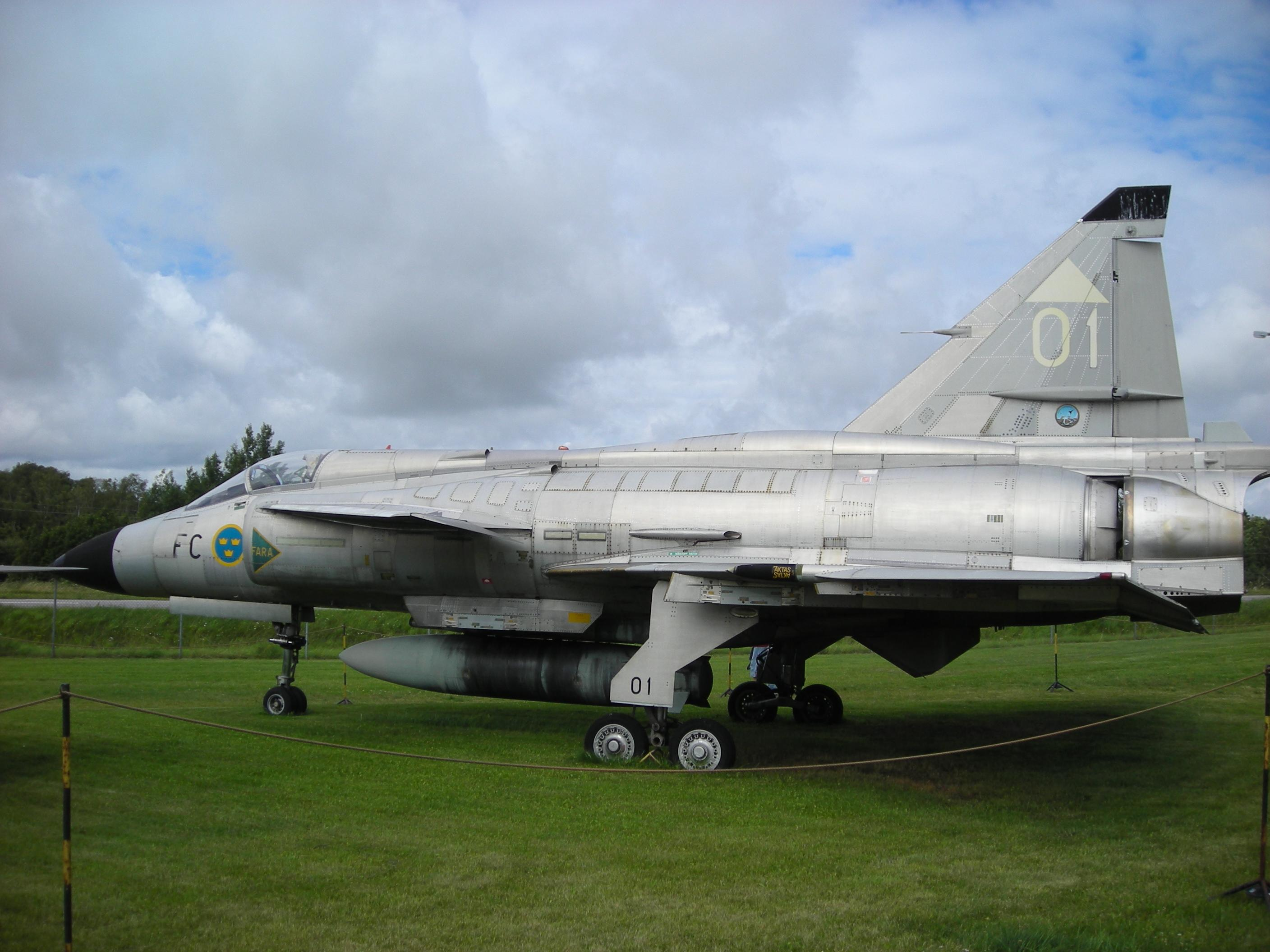
Saab 37 Viggen, utprovningsflygplan tillhörande FC.

Försökscentralen (FC) före 1964 Fc eller Provningsavdelningen vid Försvarets materielverk (FMV:PROV), är organisation vid Försvarets materielverk som ansvarar för flygutprovning och utformningen av flygplans taktiska uppträdande.

## Historik
FC bildades som en avdelning inom Centrala Flygverkstaden Malmslätt (CVM), när verkstaden startade försöksverksamhet med vindtunnelprov. FC inrättades officiellt som en egen enhet 1 september 1933. Första tiden lånade man piloter från Tredje flygkåren. Första permanent placerade testpiloten blev sergeanten H Pihl. Den 1 april 1935 placerades dåvarande kaptenen Nils Söderberg som chef vid FC. Hans huvuduppgift blev att utarbeta riktlinjer och organisera verksamheten. Verksamheten växte och 1943 flyttade man till egna nybyggda lokaler, och personalstyrkan ökade till över 500 personer. FC verksamhet bestod i att genomföra tjänsteprov och leveranskontroll av samtliga flygplanstyper samt prov med all slags materiel från skidor till B 3 till skottsäkert glas och fallskärmar. Nya flygplan tillverkade i Sverige utprovades i nära samarbete med tillverkaren redan under konstruktionstadiet. Totalt har över 100 olika flygplanstyper provats för Flygvapnets, Marinflygets och Arméflygets räkning.
År 1974 överfördes verksamheten till Försvarets materielverk (FMV) och benämns nuT&E - Test och Evaluering. I testverksamheten utför man tester åt svenska försvaret och externa utomstående kunder. Under perioden december 2004 februari 2005 genomförde FMV tillsammans med Spanska Flygvapnet och EADS/CASA vinterprov med Eurofighter Typhoon på FMV:s robotförsöksplats i Norrland i Vidsel.
Under FMV sorterar även Robot(-avdelningens)försöksplats Norrland (RFN) och Försvarets Försöksplats Karlsborg (FFK), vilka utför provskjutning med vapen till Försvarsmakten.

## Heraldik och traditioner
Förbandsemblemet är ett runt märke bestående av bokstäverna FC i guld samt två stiliserade flygplan och devisen Semper Comperiemus ("ständigt utforskande"), som har burits av i stort sett alla FC:s flygplan sedan slutet av 1975.
Beteckningen FC används fortfarande på de flygplan, som används av FMV:prov. De flesta flygplan som tillhört FC har sedan 1962 haft ett orangefärgat band runt nosen.

## Chefer
- 1933–1935: Olof Dahlin
- 1935–1937: Nils Söderberg
- 1937–1940: Knut Zachrisson
- 1940–1945: Olof Enderlein
- 1945–1946 Herbert von Schinkel